# Carlo Buscaglia
Carlo Buscaglia (né le 9 février 1909 à Bastia di Balocco dans la province de Verceil et mort le 15 août 1981 à Turin) est un joueur de football italien, qui évoluait au poste de milieu de terrain.

## Biographie
Il joue surtout durant sa carrière avec le club du SSC Napoli. Dans le club de Naples, il y passe une décennie et entre dans les records du club napolitain. Il est en effet à ce jour le 6e joueur du club le plus capé en championnat.
Après avoir quitté le Napoli en 1938, il passe deux années avec le club turinois de la Juventus (y disputant son premier match en bianconero le 26 juin 1938 lors d'un nul 3-3 contre l'Hungária FC en Coupe d'Europe centrale), puis termine sa carrière à Savone.